# Єрьоменко Яків Пилипович
Я́ків Пили́пович Єрьо́менко (нар. 1900 — пом. 1945) — радянський воєначальник часів Другої світової війни, гвардії генерал-майор.

## Життєпис
Народився 1900 року в слободі Воскресенівці, нині — селище міського типу Октябрський Бєлгородського району Бєлгородської області Росії. Українець.
У лавах Червоної армії з лютого 1918 року. Учасник громадянської війни в Росії. Член ВКП(б) з 1926 року.
Закінчив Військову академію імені Фрунзе і Військову академію Генштабу СРСР.
20 липня 1940 року призначений командиром 116-ї стрілецької дивізії. Учасник німецько-радянської війни з червня 1941 року. 4 вересня 1941 року отримав важку контузію, але продовжував командувати дивізією. 7 вересня того ж року відсторонений від командування командуючим армією за перебування в нетверезому стані.
З 7 жовтня 1942 по 23 грудня 1943 року командував 169-ю стрілецькою дивізією. Брав участь у Сталінградській і Курській битвах.
1 березня 1943 року полковнику Я. П. Єрьоменку надано військове звання «генерал-майор».
Деякий час командував 255-ю стрілецькою дивізією, а з 19 липня по 19 серпня 1944 року — командир 24-ї гвардійської стрілецької дивізії.
З 24 серпня 1944 року — командир 67-ї гвардійської стрілецької дивізії на Ленінградському фронті. Під час боїв на території Прибалтики 67-ма гвардійська стрілецька дивізія, діючи північно-західніше Шяуляя (Литва), внаслідок важких боїв прорвала оборону супротивника на всю глибину й за 4 дні пройшла понад 90 кілометрів, захопивши при цьому до 140 населених пунктів, знищивши понад 1300 солдатів і офіцерів ворога та багато озброєнь і військової техніки.
Внаслідок гострого психозу, спричиненого контузією, отриманою ще у вересні 1941 року, 11 січня 1945 року шпиталізований на лікування до ФЕП-165. Помер 13 лютого 1945 року від паралічу дихання і серцевої діяльності.
Похований на офіцерському кладовищі в місті Паневежисі (Литва).

## Нагороди
Був нагороджений орденом Леніна, двома орденами Червоного Прапора (01.03.1938, 09.03.1943), орденами Суворова 2-го ступеня (27.08.1943), Вітчизняної війни 1-го ступеня (29.04.1945) і медалями.